# 许兀慎
许兀慎（羅馬化：hūshīn，见《集史》），又译许慎、旭申、忽神，是早期迭列斤蒙古中的一个部落氏族名称。
许兀慎不属于阿兰豁阿与光之子后裔形成的尼伦诸部，而是迭列斤诸氏族之一。其起源未有明确记载，推测该部与兀良哈、速勒都思、巴牙惕等部族类似，是原本居住于不儿罕合勒敦山一带，后被孛儿只斤氏征服的原住民。许兀慎氏原依附主儿乞部，在蒙古部族中属于弱小氏族。
其代表人物博尔忽的崛起是许兀慎部的重要转折点，他出身于乞颜·主儿乞氏的属民，幼年时被成吉思汗收养，后跻身蒙古帝国最高核心集团“四骏”。博尔忽担任“右手万户长”博尔术的副将，统辖成吉思汗直属的右翼军，其家族此后世代世袭右翼军统领与怯薛（亲卫队）长之职。其曾孙月赤察儿被元朝封為淇阳王，家族与元朝皇室有世婚关系。此外，史料记载许兀慎部的旭失台（客帖）曾效力于术赤的金帐汗国。
蒙古帝國滅亡後，出現在河套地區的「兀慎」部被認為是其後裔。明中期，该部分为东西两支，分属鄂尔多斯和蒙古勒津（满官嗔，后并入土默特万户)。 明代汉籍亦译作“兀甚”、“偶甚”等。清代译作“乌古新”、“卫新”、“乌审”等。西支成为鄂尔多斯12鄂托克中的一营，由巴尔斯博罗特长子衮必里克继承，后被授予衮必里克第四子华台吉，清初被编为鄂尔多斯右翼前旗，即今内蒙古自治区乌审旗。东支被授予巴尔斯博罗特第三子兀慎打儿罕剌布台吉（俺答汗弟）及其子孙世袭。其孙兀慎打儿汉台吉深得俺答汗的信赖。俺答汗统一右翼蒙古后，东支成为土默特部中的一营。驻牧于大同塞北的克儿（今黄旗海）一带。